# ISO 3166-2:LT
کد ISO 3166-2:LT بخشی از استاندارد ایزو ۳۱۶۶ برای کشور لیتوانی است که توسط سازمان بین‌المللی استانداردسازی ISO تنظیم شده‌است این سازمان، کدهای استاندارد را برای تقسیمات کشوری (ایالتها یا استانهای) کشورهای فهرست شده در استاندارد ایزو ۳۱۶۶-۱ تعریف می‌کند.
هر کد شامل دو بخش می‌گردد که توسط علامت - جدا می‌گردند.
- بخش نخست LT که در ایزو ۳۱۶۶-۱ آلفا-۲ کد کشور لیتوانی است.
- بخش دوم شامل یک یا دو یا سه حرف است که بیان‌کننده استان یا ایالت کشور لیتوانی می‌باشد.

## کدها
| کدها  | شهرستان            |
| ----- | ------------------ |
| LT-AL | شهرستان آلیتوس     |
| LT-KU | شهرستان کاوناس     |
| LT-KL | شهرستان کلایپدا    |
| LT-MR | شهرستان ماریامپوله |
| LT-PN | شهرستان پانه‌وژیس   |
| LT-SA | شهرستان شاولیای    |
| LT-TA | شهرستان تاوراگه    |
| LT-TE | شهرستان تلشای      |
| LT-UT | شهرستان اوتنا      |
| LT-VL | شهرستان ویلنیوس    |